# Chałupska Jama
Chałupska Jama – jedna z nielicznych głębi występujących na akwenie Zatoki Puckiej, położona w pobliżu Chałup. W swym najgłębszym miejscu osiąga głębokość ok. 5 m. Chałupska Jama stanowiła naturalne wlewisko wód otwartego Bałtyku do Zatoki Puckiej, gdy linia brzegowa Mierzei Helskiej była jeszcze nieukształtowana i stanowiła ciąg małych wysepek i ławic przybrzeżnych.